# Coelanthum
Coelanthum là một chi gồm các loài thực vật có hoa nằm trong họ Molluginaceae, được Ernst Heinrich Friedrich Meyer ex Eduard Fenzl mô tả đầu tiên năm 1836.

## Các loài
Chi này bao gồm 3 loài bản địa Nam Phi (các tỉnh Bắc và Tây Cape), nhưng Coelanthum grandiflorum cũng có ở miền nam Namibia. Danh sách dưới đây lấy theo danh sách loài của The Plant List,:
- Coelanthum grandiflorum E.Mey. ex Fenzl, 1836
- Coelanthum semiquinquefidum Druce, 1917
- Coelanthum verticillatum Adamson, 1957